# Hoornconcert (Sallinen)
De Fin Aulis Sallinen componeerde zijn Hoornconcert Campane ed Aria in 2003. De bijtitel van het werk is een woordspeling op een speciale manier van het bespelen van de hoorn: "campana in aria" genaamd. De woordspeling gaat verloren in het Nederlands; campane in aria betekent beker in de lucht, campane ed aria klokken en zang.

## Geschiedenis
Het hoornconcert is pas zijn vierde echte concerto, daarnaast is nog wel een aantal composities in concertvorm verschenen, doch de titels daarvan verwijzen daar niet naar. Het concert is geschreven als een cadeau voor de vijfentachtigste verjaardag van amateurhoornist Karle Henrik Pentti, die erelid is/was van de hoornistenvereniging van Finland. Daarnaast was Pentti een invloedrijke figuur binnen de militaire muziek in Finland. De première werd verzorgd door de toen bekendste hoornist van Finland Esa Tapani begeleid door het Filharmonisch Orkest van Helsinki onder leiding van Okko Kamu, die meer premières verzorgde van Sallinens werken.

## Muziek
Het hoornconcert bestaat uit twee delen, simpelweg deel 1 en 2 genaamd, maar bestaat in de praktijk in drie delen, de klassieke concertvorm. Dit komt doordat in deel 1 een lange generale pauze zit, die de scheiding tussen de twee secties vormt. Vergeleken met het vijf jaar eerder gecomponeerde werk van Magnus Lindberg is dit hoornconcert veel lyrischer van karakter. Alhoewel het hoorngeschal in de cadensen niet ontbreekt, is hier gekozen voor een romantischer opzet, wat wellicht ook terug te voeren is op de driedelige klassieke opzet. Het concert begint met een inleiding waarin de buisklokken (Campane) een opvallende rol hebben; daarna ontrolt zich een concert waarbij de nadruk op melodie (aria) ligt. De hoornist schiet pas uit zijn/haar slof tijdens de cadensen; het concert wordt door diezelfde buisklokken afgesloten. Het werk is voor Sallinens doen vrij optimistisch; er zijn geen dissonanten te vertonen; wel zijn zijn terugkerende, herhalende motieven van de partij.

### Orkestratie
- 3 dwarsfluiten, 2 hobo's, 3 klarinetten, 3 fagotten;
- geen andere koperblazers
- geen pauken, wel 2x percussie, piano, celesta
- strijkinstrumenten

## Discografie
- Uitgave CPO: Norrköpings Symfoniorkester o.l.v. Ari Rasilainen (opnamen 2003); solist Tapani